# Cofrentes
Cofrentes (Valencianisch: Cofrents) ist eine Gemeinde (municipio) in der spanischen Provinz Valencia mit 1.123 Einwohnern (Stand: 2024).

## Geografie
Cofrentes liegt im Landesinneren der Valencianischen Gemeinschaft am Río Júcar (valencianisch: Xúquer) in einer Höhe von ca. 435 m. Der Júcar wird hier zur Embalse de Embarcaderos aufgestaut. Valencia befindet sich 70 Kilometer in ostnordöstlicher Richtung. Bekannt ist das Kernkraftwerk Cofrentes mit einer Jahresleistung von ca. 8000 Gigawattstunden im südlichen Gemeindegebiet, das 1975 gebaut, 1984 in Betrieb ging und 2030 stillgelegt werden soll. Das Kernkraftwerk steht nur im Abstand von drei Kilometern zum erloschenen Vulkan von Cofrentes. Dennoch werden heißes Kohlendioxid und Methan abgegeben, die heute das Thermalbad Hervideros speisen.

## Demografie
| 1644 | 1590 | 2829 | 966 | 1124 | 859 | 1040 | 1005 | 1122 |

## Sehenswürdigkeiten
- Santa-Ana-Höhle
- Burganlage von Cofrentes
- Josephskirche (Iglesia de San Jose)
- Marienkapelle

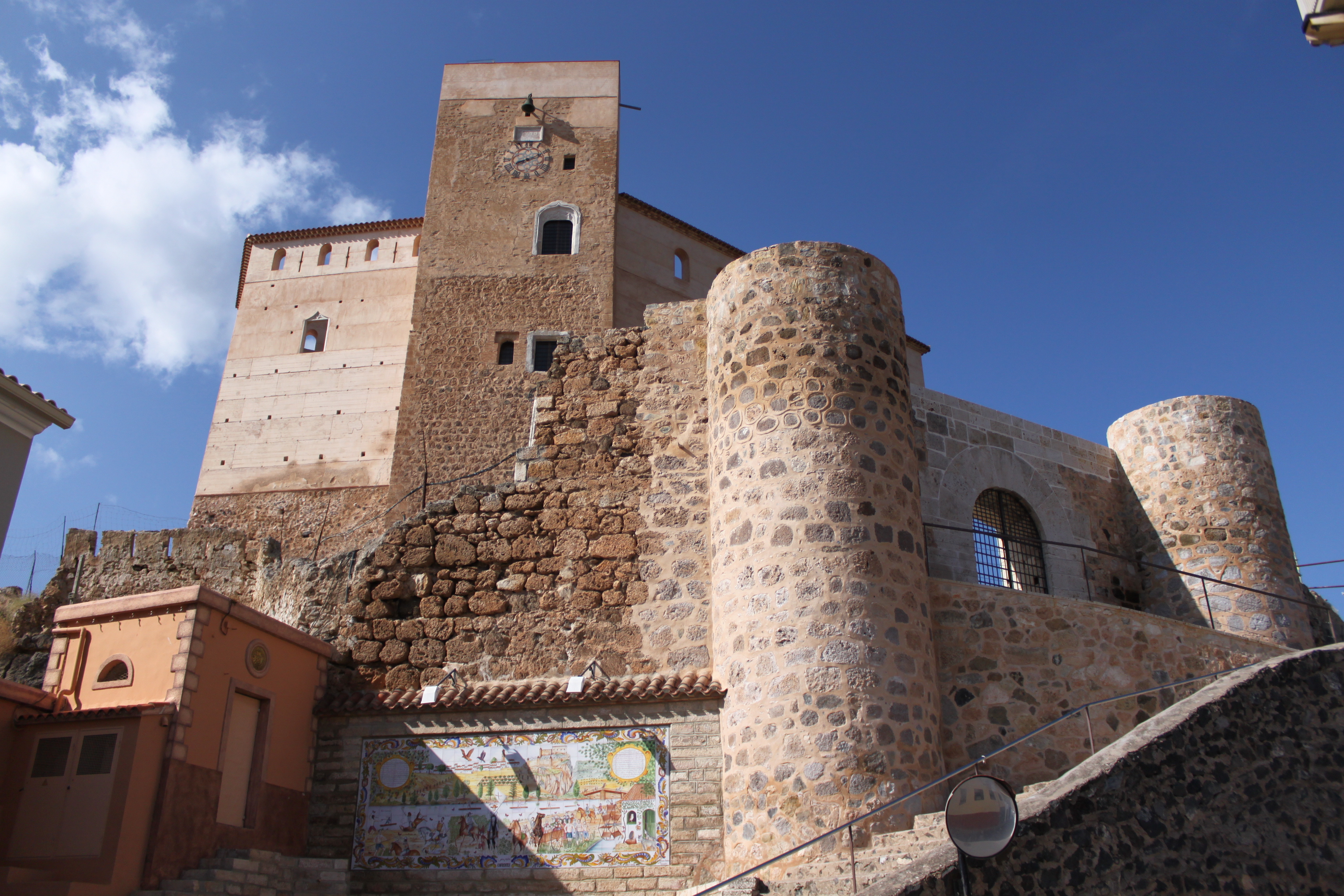
Burg von Cofrentes
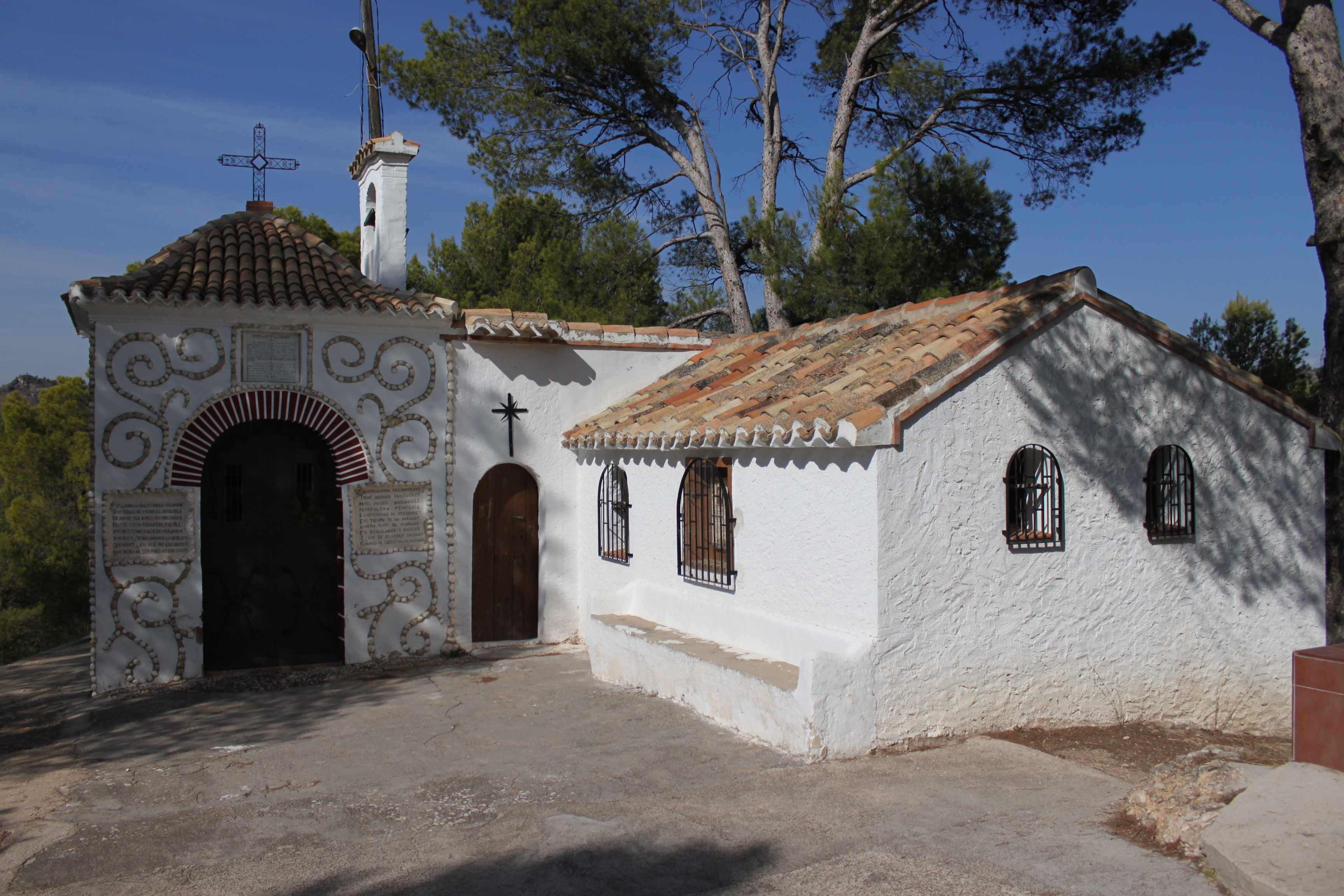
Marienkapelle
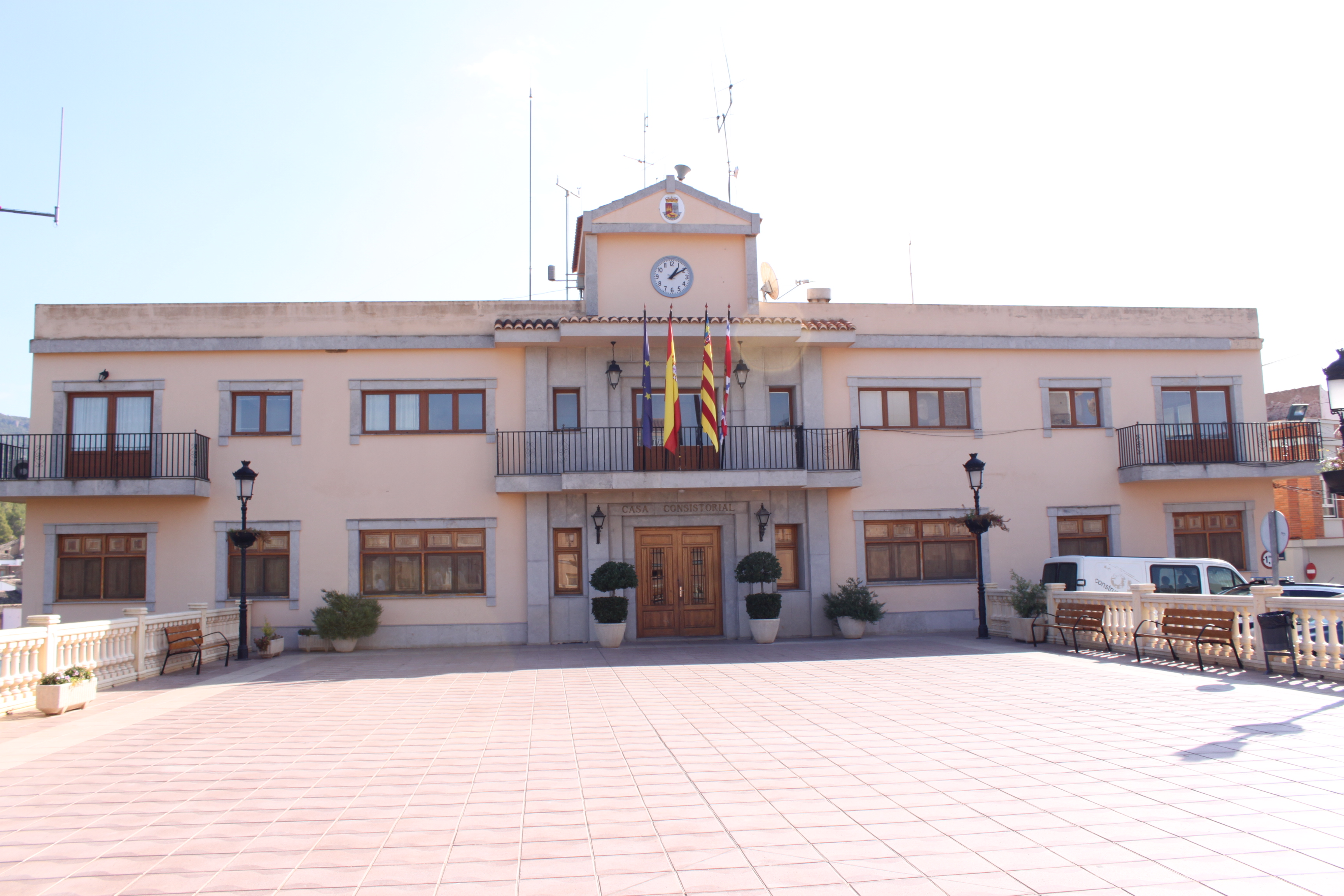
Rathaus